# Tracheloteina percastis
Tracheloteina percastis är en fjärilsart som beskrevs av Edward Meyrick 1908. Tracheloteina percastis ingår i släktet Tracheloteina och familjen äkta malar. Inga underarter finns listade i Catalogue of Life.